# Liga tanzana de fútbol
La Liga de Fútbol de Tanzania también nombrada Premier League de Tanzania es la máxima categoría del fútbol de Tanzania, se disputó por primera vez el año 1965 y es organizada por la Asociación de Fútbol de Tanzania.
Actualmente (a partir de la temporada 2020-21), la Premier League de Tanzania cuenta con 18 equipos. El ganador clasifica a la Liga de Campeones de la CAF y el subcampeón a la Copa Confederación de la CAF. Los cuatro equipos en los últimos puestos descienden a la segunda división de la Liga de Primera División. Los equipos que ocupen el 13.º y el 14.º puesto se enfrentan a un playoff de descenso.

## Historia
Tras la incorporación de la Asociación de Fútbol de Tanzania a la FIFA en 1964, se fundó una liga nacional de fútbol en 1965, pero esta se limitó a Tanganika (Tanzania continental), excluyendo a Zanzíbar. A partir de 1981, los cuatro mejores equipos de la Premier League de Tanzania y los cuatro mejores equipos de la Premier League de Zanzíbar compitieron en una liga llamada Union League para determinar el campeón general de fútbol de Tanzania. Sin embargo, este campeonato nacional conjunto fue disputado hasta 2003. En 2004, cuando la liga de Zanzíbar recibió el reconocimiento oficial de la Confederación Africana de Fútbol, los campeones de Tanzania corresponden a los campeones de Tanganika.
Los mayores éxitos continentales de los equipos de la Premier League fueron los cuartos de final de la Copa Africana de Clubes Campeones del Young Africans SC en 1969 y 1970, las semifinales del Simba SC en 1974 y la final de la Copa CAF del Simba SC en 1993. Además, tanto el Young Africans FC como el Simba SC ganaron la Copa de Clubes de la CECAFA varias veces, y el Azam FC en 2015 y 2018.

## Equipos 2024-25
| Club                           | Ciudad        |
| ------------------------------ | ------------- |
| Azam FC                        | Dar es Salaam |
| Coastal Union FC               | Tanga         |
| Dodoma Jiji FC                 | Dodoma        |
| JKT Tanzania FC                | Karatu        |
| Kagera Sugar FC                | Bukoba        |
| KenGold FC                     | Mbeya         |
| Kinondoni Municipal Council FC | Dar es Salaam |
| Mashujaa FC                    | Kigoma        |
| Namungo FC                     | Ruangwa       |
| Pamba SC                       | Mwanza        |
| Simba SC                       | Dar es Salaam |
| Singida Black Stars FC         | Mtipa         |
| Singida Fountain Gate FC       | Singida       |
| Tabora United                  | Tabora        |
| Tanzania Prisons FC            | Mbeya         |
| Young Africans SC              | Dar es Salaam |

## Palmarés

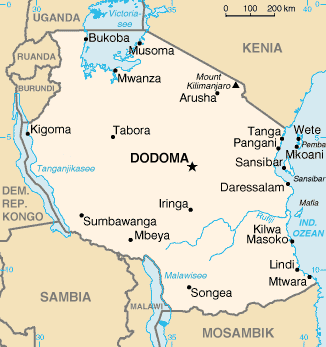
Tanzania

El Estadio Nacional Benjamin Mkapa es la sede del Young Africans SC y del Simba SC, los clubes más populares del país.

| Temporada        | Campeón                   | Subcampeón             |
| ---------------- | ------------------------- | ---------------------- |
| 1965             | Dar Sunderland (Simba SC) |                        |
| 1966             | Dar Sunderland (Simba SC) |                        |
| 1967             | Cosmopolitans FC          |                        |
| 1968             | Young Africans SC         |                        |
| 1969             | Young Africans SC         |                        |
| 1970             | Young Africans SC         |                        |
| 1971             | Young Africans SC         |                        |
| 1972             | Young Africans SC         |                        |
| 1973             | Simba SC                  |                        |
| 1974             | Young Africans SC         |                        |
| 1975             | Mseto Sports              |                        |
| 1976             | Simba SC                  |                        |
| 1977             | Simba SC                  |                        |
| 1978             | Simba SC                  |                        |
| 1979             | Simba SC                  |                        |
| 1980             | Simba SC                  |                        |
| Union League     |                           |                        |
| 1981             | Young Africans SC         |                        |
| 1982             | Pan African FC            |                        |
| 1983             | Young Africans SC         |                        |
| 1984             | KMKM FC (Zanzíbar)        |                        |
| 1985             | Maji Maji FC              |                        |
| 1986             | Maji Maji FC              |                        |
| 1987             | Young Africans SC         |                        |
| 1988             | Pan African FC            |                        |
| 1989             | Malindi FC (Zanzíbar)     |                        |
| 1990             | Pamba FC                  |                        |
| 1991             | Young Africans SC         |                        |
| 1992             | Malindi FC (Zanzíbar)     |                        |
| 1993             | Simba SC                  |                        |
| 1994             | Simba SC                  |                        |
| 1995             | Simba SC                  |                        |
| 1996             | Young Africans SC         |                        |
| 1997             | Young Africans SC         | Mlandege FC (Zanzíbar) |
| 1998             | Maji Maji FC              | Young Africans SC      |
| 1999             | Prisons FC                | Mtibwa Sugar FC        |
| 2000             | Young Africans SC         | Mtibwa Sugar FC        |
| 2001             | Simba SC                  | Mtibwa Sugar FC        |
| 2002             | Simba SC                  | Mlandege FC (Zanzíbar) |
| 2003             | Titulo no asignado        | Titulo no asignado     |
| Liga de Tanzania |                           |                        |
| 2004             | Simba SC                  | Mtibwa Sugar FC        |
| 2005             | Young Africans SC         | Moro United FC         |
| 2006             | Young Africans SC         | Simba SC               |
| 2007             | Simba SC                  | Young Africans SC      |
| 2007–08          | Young Africans SC         | Prisons FC             |
| 2008–09          | Young Africans SC         | Simba SC               |
| 2009–10          | Simba SC                  | Young Africans SC      |
| 2010–11          | Young Africans SC         | Simba SC               |
| 2011–12          | Simba SC                  | Azam FC                |
| 2012–13          | Young Africans SC         | Azam FC                |
| 2013–14          | Azam FC                   | Young Africans SC      |
| 2014–15          | Young Africans SC         | Azam FC                |
| 2015–16          | Young Africans SC         | Azam FC                |
| 2016–17          | Young Africans SC         | Simba SC               |
| 2017–18          | Simba SC                  | Azam FC                |
| 2018–19          | Simba SC                  | Young Africans SC      |
| 2019–20          | Simba SC                  | Young Africans SC      |
| 2020–21          | Simba SC                  | Young Africans SC      |
| 2021–22          | Young Africans SC         | Simba SC               |
| 2022–23          | Young Africans SC         | Simba SC               |
| 2023–24          | Young Africans SC         | Azam FC                |
| 2024–25          | Young Africans SC         | Simba SC               |

## Títulos por club
| Club                      | Ciudad        | Campeón | Años campeón |
| ------------------------- | ------------- | ------- | --- |
| Young Africans SC         | Dar es Salaam | 26      | 1968, 1969, 1970, 1971, 1972, 1974, 1981, 1983, 1987, 1991, 1996, 1997, 2000, 2005, 2006, 2008, 2009, 2011, 2013, 2015, 2016, 2017, 2022, 2023, 2024, 2025 |
| Simba SC (Dar Sunderland) | Dar es Salaam | 21      | 1965, 1966, 1973, 1976, 1977, 1978, 1979, 1980, 1993, 1994, 1995, 2001, 2002, 2004, 2007, 2010, 2012, 2018, 2019, 2020, 2021                               |
| Maji Maji FC              | Songea        | 3       | 1985, 1986, 1998 |
| Malindi FC                | Zanzíbar      | 2       | 1989, 1992 |
| Pan African FC            | Dar es Salaam | 2       | 1982, 1988 |
| Cosmopolitans FC          | Dar es Salaam | 1       | 1967 |
| Mseto Sports              | Dar es Salaam | 1       | 1975 |
| KMKM FC                   | Zanzíbar      | 1       | 1984 |
| Pamba FC                  | Shinyanga     | 1       | 1990 |
| Prisons FC                | Mbeya         | 1       | 1999 |
| Azam FC                   | Dar es Salaam | 1       | 2014 |

## Goleadores
| Año     |                                                                  | Jugador                          | Equipo                             | Goles |
| 1997    | Bandera de Tanzania                                              | Mohamed Hussein "Mmachinga"      | Young Africans SC                  | 26    |
| 2004    | Bandera de Tanzania                                              | Abubakar Ally Mkangwa            | Mtibwa Sugar FC                    |       |
| 2005    | Bandera de Tanzania                                              | Abdallah Juma                    | Mtibwa Sugar FC                    | 25    |
| 2007    | Bandera de Tanzania                                              | Mashiku                          | SC United FC                       | 17    |
| 2007–08 | Bandera de Tanzania                                              | Michael Katende                  | Kagera Sugar FC                    |       |
| 2008–09 | Bandera de Kenia                                                 | Boniface Ambani                  | Young Africans SC                  | 18    |
| 2009–10 | Bandera de Tanzania                                              | Musa Hassan Mgosi                | Simba SC                           | 18    |
| 2010–11 | Bandera de Tanzania                                              | Mrisho Ngasa                     | Azam FC                            | 18    |
| 2011–12 | Bandera de Tanzania                                              | John Raphael Bocco               | Azam FC                            | 19    |
| 2012–13 | Bandera de Costa de Marfil                                       | Kipre Tchetche                   | Azam FC                            | 17    |
| 2013–14 | Bandera de Burundi                                               | Amissi Tambwe                    | Simba SC                           | 19    |
| 2014–15 | Bandera de Tanzania · Bandera de Tanzania                        | Simon Msuva Abdulrahman Mussa    | Young Africans SC Ruvu shooting FC | 17    |
| 2015–16 | Bandera de Burundi                                               | Amissi Tambwe                    | Young Africans SC                  | 21    |
| 2016–17 | Bandera de Tanzania                                              | Simon Msuva                      | Young Africans SC                  | 14    |
| 2017–18 | Bandera de Uganda                                                | Emmanuel Okwi                    | Simba SC                           | 20    |
| 2018–19 | Bandera de Ruanda                                                | Meddie Kagere                    | Simba SC                           | 23    |
| 2019–20 | Bandera de Ruanda                                                | Meddie Kagere                    | Simba SC                           | 22    |
| 2020–21 | Bandera de Tanzania                                              | John Bocco                       | Simba SC                           | 16    |
| 2021–22 | Bandera de Tanzania · Bandera de República Democrática del Congo | George Mpole Fiston Mayele       | Geita Gold FC Young Africans SC    | 17    |
| 2022–23 | Bandera de República Democrática del Congo · Bandera de Burundi  | Fiston Mayele Saidi Ntibazonkiza | Young Africans SC Simba SC         | 17    |
| 2023–24 | Bandera de Burkina Faso                                          | Stephane Aziz Ki                 | Young Africans SC                  | 21    |
| 2024–25 | Bandera de Costa de Marfil                                       | Jean Charles Ahoua               | Simba SC                           | 16    |